# Landulf al II-lea de Benevento
Landulf al II-lea de Benevento (supranumit "cel Roșu") (d. 961) a fost un conducător longobard din sudul Italiei care a devenit duce de Benevento și principe de Capua (ca Landulf al IV-lea) de la 939 sau 940, când tatăl său, Landulf I, l-a asociat la domnie. Mama sa a fost Gemma, fiica ducelui Athanasie de Neapole. Este posibil ca el să fi fost asciat încă din 933, atunci când fratele său mai mare, Atenulf al III-lea, l-ar fi numit co-regent. Unchiul său Atenulf al II-lea a murit în 940 și pare plauzibil ca Landulf să îl fi înlocuit.
Oricare ar fi fost situația, atunci când bătrânul său tată, Landulf a murit în 10 aprilie 943, Landulf l-a alungat pe fratele său mai mare Atenulf din Benevento și pe fiul unchiului său Atenulf, numit tot Landulf, din Capua. Temându-se pentru viețile lor, cei doi au căutat refugiu pe lângă principele Guaimar al II-lea de Salerno, iar Landulf "cel Roșu" a devenit principe unic. Prima sa măsură a fost aceea de a continua politica familiei sale de a-și asocia fiii la conducere. Astfel, Landulf l-a numit pe fiul său, Pandulf Cap de Fier drept co-principe. În afară de aceasta, Landulf a întreprins doar puține încercări de a continua politica de alianțe cu colegii săi longobarzi și de relaxare a relațiilor cu bizantinii. Landulf s-a distanțat de Constantinopol, dar căutând să nu intre într-un conflict deschis, și a făcut câteva încercări de a atașa și Principatul de Salerno stăpânirilor sale.
În 946, Landulf s-a aliat cu Ioan al III-lea de Neapole, cu scopul de a-l îndepărta pe principele Gisulf I de Salerno, fiul lui Guaimar. El a fost însă prins într-o ambuscadă pusă la cale la La Cava de către ducele Mastalo I de Amalfi și acțiunea a eșuat. După aceea, el a rupt alianța cu Neapole și s-a aliat cu Gisulf pentru a asedia orașul neapolitan Nola. În 950, a fost chemat în ajutor de către Aligerno, abate de Montecassino.
Landulf a reușit să mai șteargă din eșecurile sale militare contra salernitanilor și neapolitanilor, prin campaniile reușite împotriva gastaldului de Aquino, Atenulf Megalu, pe care l-a exilat la curtea ducelui Docibilis al II-lea de Gaeta.
În 955, a înregistrat cel mai mare eșec al său prin sprijinirea unei revolte antibizantine în Apulia. Ca urmare a eșecului acesteia, el a fost silit să recunoască supremația bizantină. Restul domniei sale este mai degrabă lipsit de evenimente, el eșuând în cele două mari ambiții ale sale: de a cuceri Salerno și de a se opune bizantinilor. Landulf l-a asociat pe fiul său, Landulf, la domnie fin 959.